# Campanule à feuilles de pêcher
Campanula persicifolia
Espèce
Classification phylogénétique
La Campanule à feuilles de pêcher, Campanule de Perse ou Bâton de Jacob,, (Campanula persicifolia) est une plante herbacée de la famille des Campanulacées, originaire d’une vaste zone s’étendant de l’Europe à l’ouest de la Sibérie.
Cette plante herbacée vivace, à souche rampante, comporte une seule tige droite, de 40 à 80 cm de hauteur, portant à son extrémité une grappe de deux à six fleurs bleu-violacé ou blanches et des feuilles oblongues-lancéolées.

## Nomenclature et étymologie
La première description de l’espèce est due à Linné sous le nom de Campanula persicifolia dans Species plantarum en 1753.
Le botaniste pré-linnéen Joseph Pitton de Tournefort définit le genre Campanula dans Institutiones rei herbariae, et lui attribue toute une série d’espèces : Campanula maxima, Campanula vulgatior, …Campanula Persicaefolio,… ; Linné a généralement repris les noms de genres de Tournefort.
Le nom générique, Campanula, vient du latin médiéval, donné d’après la forme de la fleur en cloche. Le latin classique ignore campanula, mais possède campanella, « clochette », dérivé de campana, « cloche ».
L’épithète spécifique persicifolia est un composé de latin botanique persicifolius, -a, -um, formé de deux étymons persica, « Perse » (interprété comme « pêcher » en raison de son nom botanique Prunus persica), et folia « feuille » ce qui fait « à feuille de pêcher ».

## Description

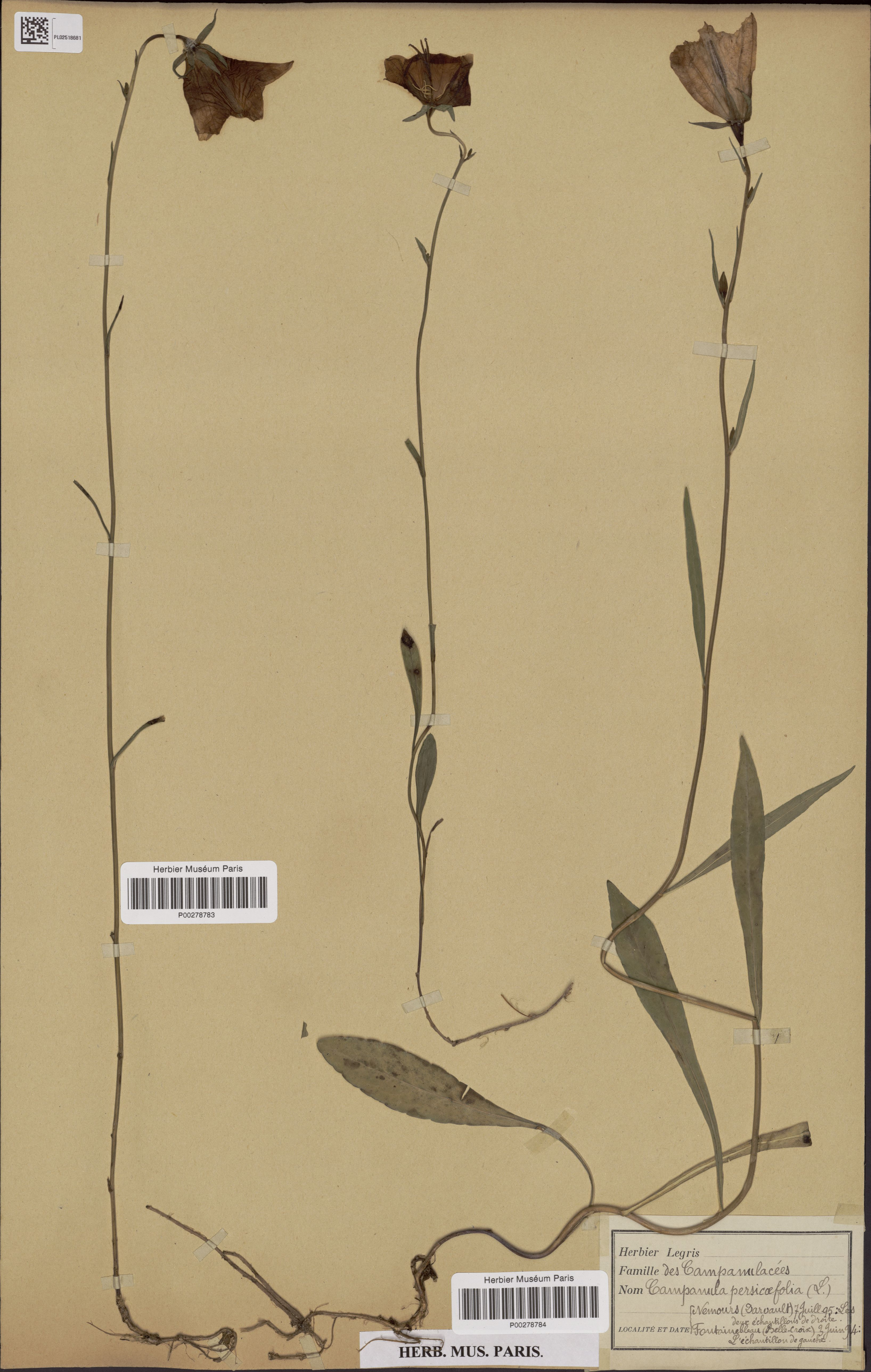
Campanula persicifolia, (Fontainebleau, Nemours), feuilles basses oblongues, hautes linéaires.

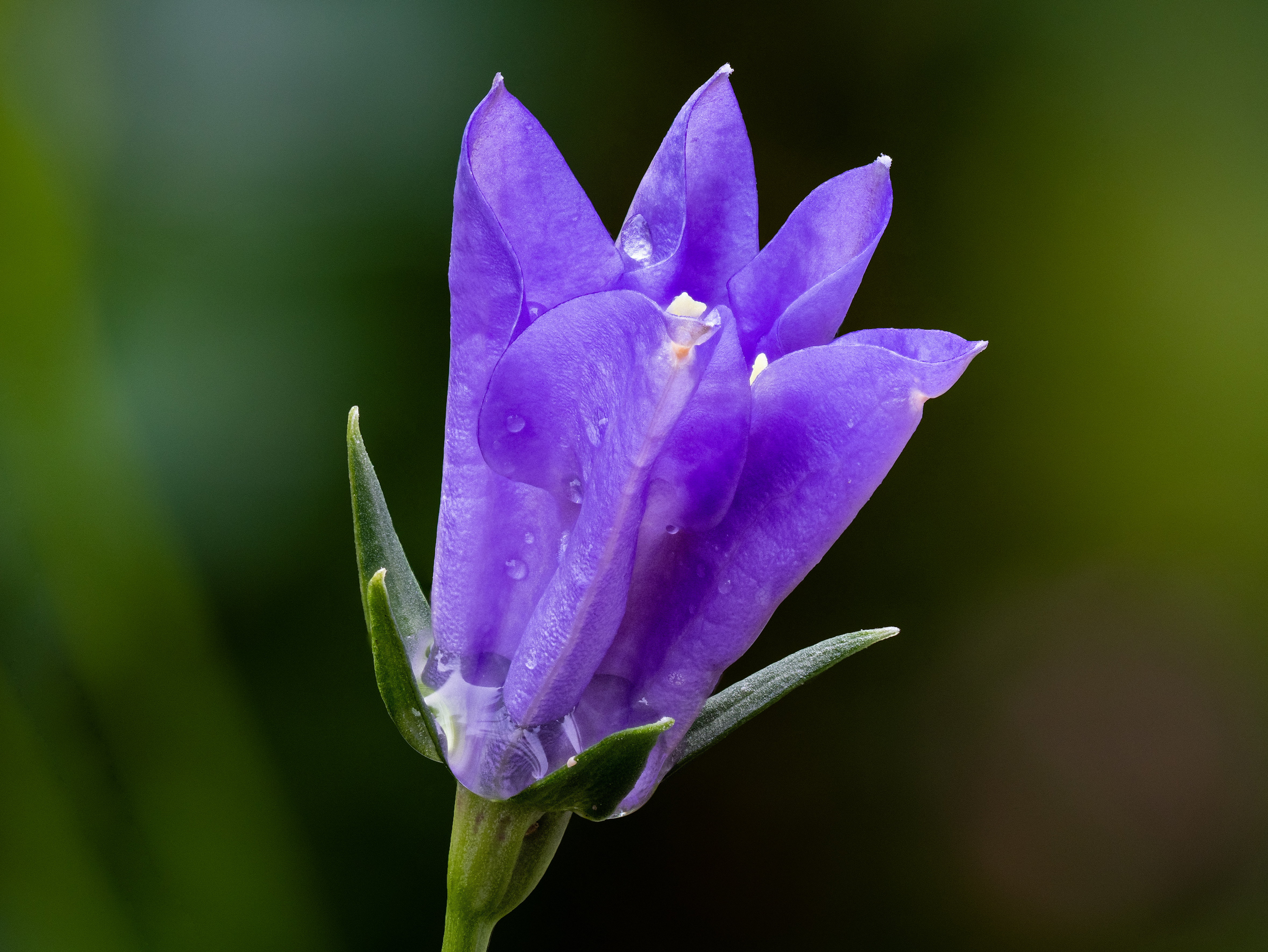
Fleur d'une campanule à feuilles de pêcher en juin.

Cette plante herbacée vivace fait de 40 à 80 centimètres de hauteur.
Elle est glabre, luisante et possède une robuste tige droite jusqu'en haut qui porte une grappe de deux à six grandes fleurs bleu clair ou blanc largement ouvertes et inclinées vers le haut, à calice à longs et étroits sépales, à corolle bleue en cloche à cinq lobes peu profonds, contenant un pistil à trois stigmates. La corolle est longue de 25 à 40 mm.
Ses feuilles sont glabres, longues et fines, oblongues-lancéolées, faiblement dentées ou lisses, atténuées en un long pétiole.
Elle fleurit de mai à août, mais la sécheresse estivale peut contrarier ou réduire la période de floraison.

## Aire de répartition et écologie
Selon POWO, l’aire de répartition naturelle de cette espèce s’étend de l’Europe à l’ouest de la Sibérie, de la Turquie au nord du Caucase. Elle est originaire de l’Union européenne (sans le Royaume-Uni et l’Irlande), de la Suède, de la Suisse, de l’Ukraine, de l’ex-Yougoslavie, Russie (d’Europe, du Nord, et du Nord-Ouest, Sibérie occidentale), Kazakhstan, Turquie.
Elle a été introduite dans certains États des États-Unis et du Canada ainsi que dans la Grande-Bretagne.
Campanula persicifolia est présente dans presque toute l'Europe et en Asie occidentale et boréale. Elle pousse en plaine dans le nord de sa zone d'implantation mais son altitude augmente vers le sud pour dépasser 1 500 m en Provence.

### Distribution française
L’espèce est présente dans les prairies et les bois montueux de presque toute la France. Elle est absente du littoral atlantique, de toute la Bretagne et de la plaine méditerranéenne mais existe dans le massif de la Sainte-Baume en ubac entre 700 et 1 000 m (sa présence dans le massif est unique dans cette région).

### Biotope
Campanula persicifolia est une plante des bois.

## Statut
Cette campanule est protégée en région Aquitaine (Article 2) et aux Pays de la Loire (Article 1).

## Culture
Zones de rusticité : 2-9
Exposition : soleil à mi-ombre
Sol : calcicole, drainé, tout sol.
Remarque : arrosage régulier

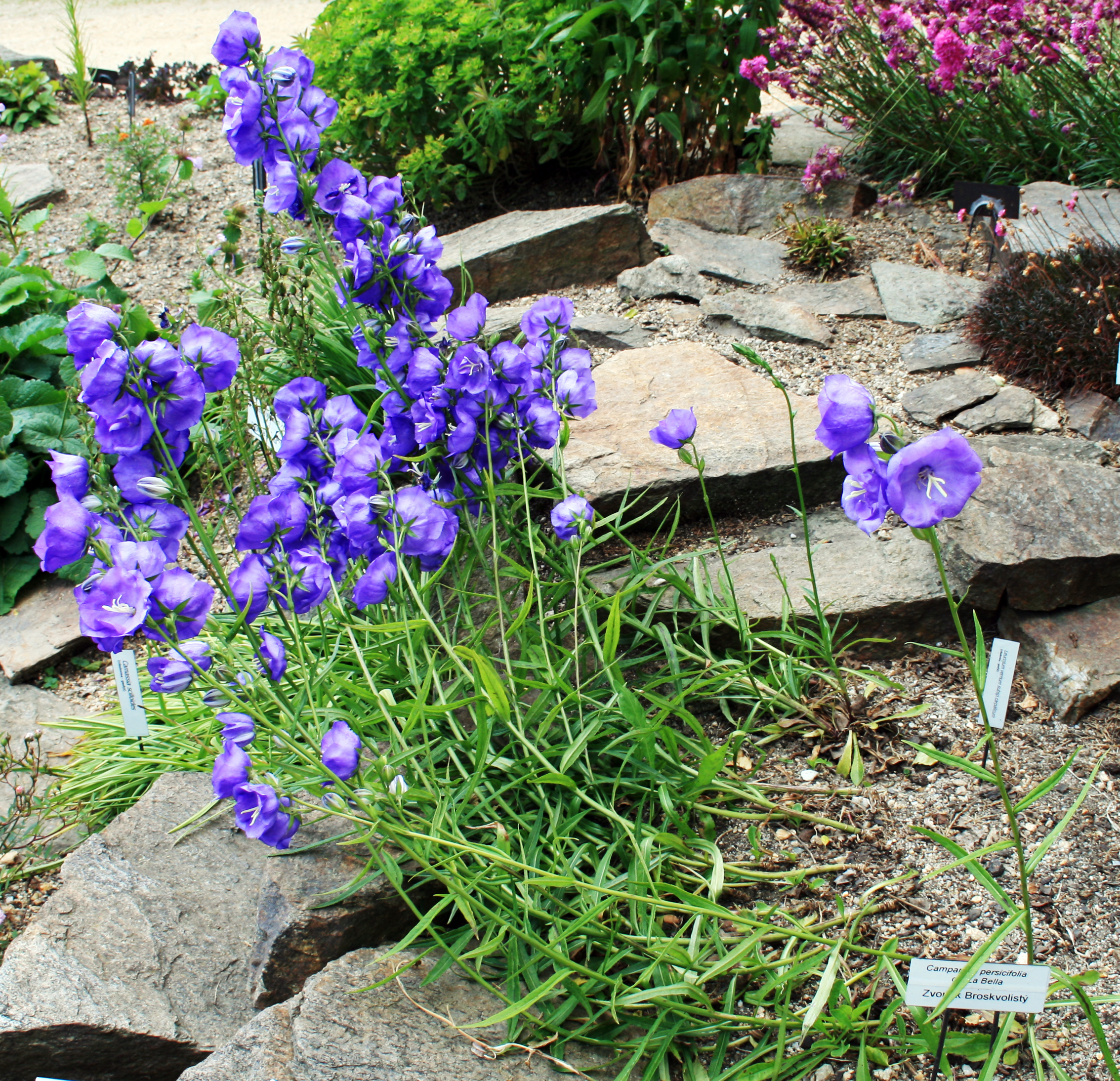
Jardin botanique de Liberec

Multiplication : germe en 25 jours Germe facilement à la température de la pièce, (17-23 °C) et rapidement (en moins d'un mois), sans autre traitement.
Maladies et ravageurs : les jeunes pousses et fleurs sont convoitées par les limaces. Les trous dans le feuillage ou les tiges grignotées sont l’œuvre d’un petit charançon Cleopomiarus distinctus, le spécialiste des campanules présentes dans certaines régions de France.

## Usages
Elle est utilisée comme plante ornementale ; des fleurs blanches peuvent s'observer.
Elle attire les abeilles et donne du nectar et du pollen : miel ambré.